# Limnesia wawasea
Limnesia wawasea är en kvalsterart som beskrevs av Marshall 1929. Limnesia wawasea ingår i släktet Limnesia och familjen Limnesiidae. Inga underarter finns listade i Catalogue of Life.